# Józef Kuszelewski
Józef Różyc Kuszelewski herbu Ślepowron – podkomorzy oniksztyński w 1794 roku, sędzia ziemski oniksztyński w 1794 roku, sędzia ziemiański wiłkomierski w latach 1792–1794, sędzia ziemski wiłkomierski w latach 1773–1792, podstarości wiłkomierski w latach 1771–1773, sędzia grodzki wiłkomierski w 1770 roku.
Poseł smoleński i sędzia sejmowy na sejmie 1776 roku, poseł powiatu wiłkomierskiego na sejm 1778 roku i sejm 1784 roku.